# Kassari
Kassari är en ö i västra Estland. Den ligger i Käina kommun i Hiiumaa (Dagö), 130 km sydväst om huvudstaden Tallinn. Arean är 19,3 kvadratkilometer. Det är enbart smala kanaler som skiljer Kassari från Dagös sydöstra strand och det finns vägbankar som förenar öarna. 
Terrängen på Kassari är mycket platt. Öns högsta punkt är 15 m ö.h. Det bor omkring 300 personer på ön i de fyra byarna Kassari, Taguküla, Orjaku och Esiküla. Havsområdet åt väster benämns Jausa laht, åt söder Kassari laht och åt öster Õunaku laht. Mellan Dagö och Kassaris norra stand ligger innanhaven Käina laht och Vaemla laht. Öns södra spets är den två km långa landtungan Orjaku säär. Utanför Kassaris östra strand ligger de mindre öarna Ruserahu, Saarnaki laid och Taguküla laid.
Den finska författaren Aino Kallas tillbringade flera somrar på Kassari och det finns ett museum om henne på ön. På ön i byn Esiküla ligger kapellet Kassari kabel. 
Inlandsklimat råder i trakten. Årsmedeltemperaturen i trakten är 5 °C. Den varmaste månaden är augusti, då medeltemperaturen är 18 °C, och den kallaste är januari, med −6 °C.

## Galleri

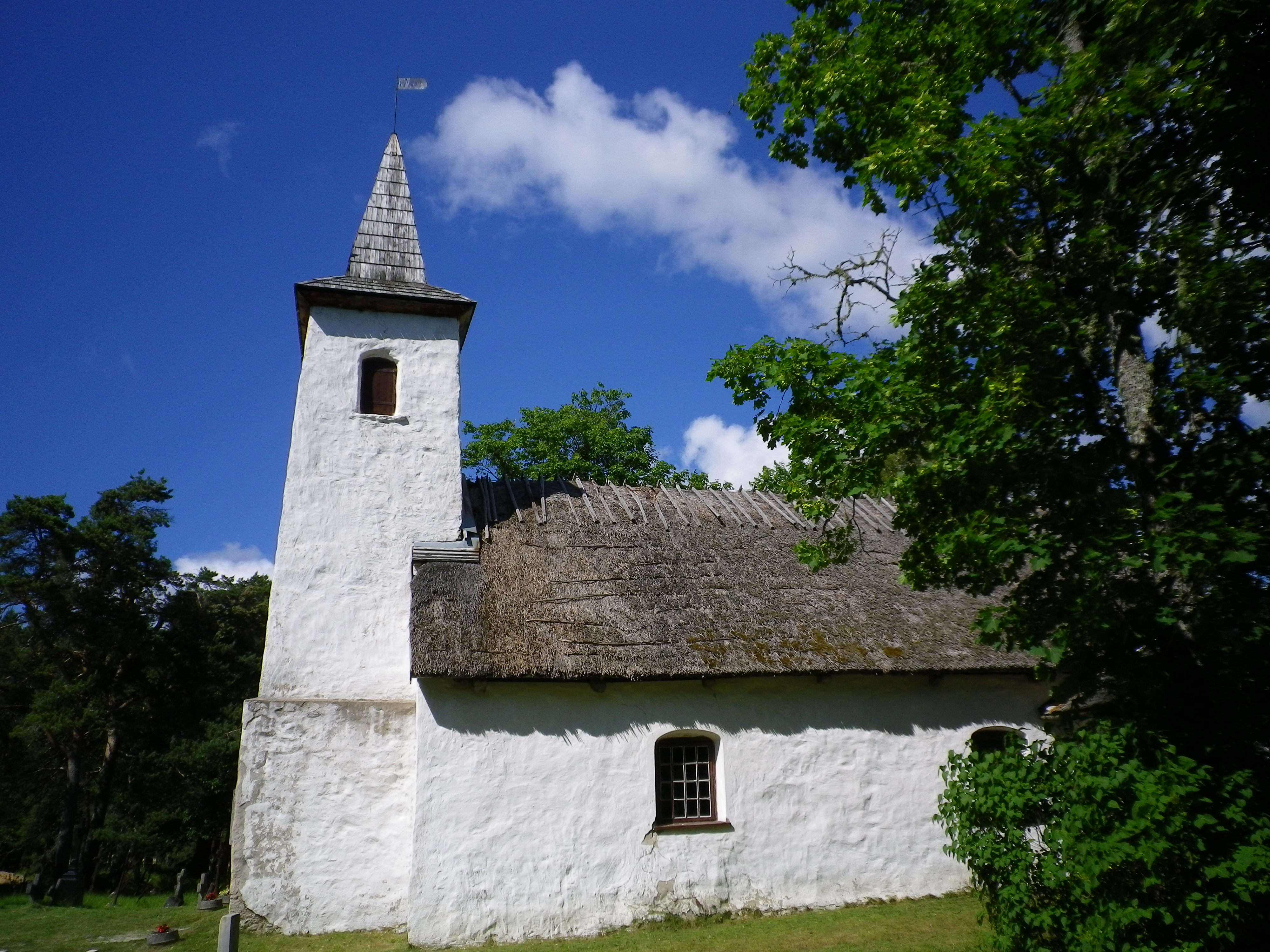
Kassari kabel
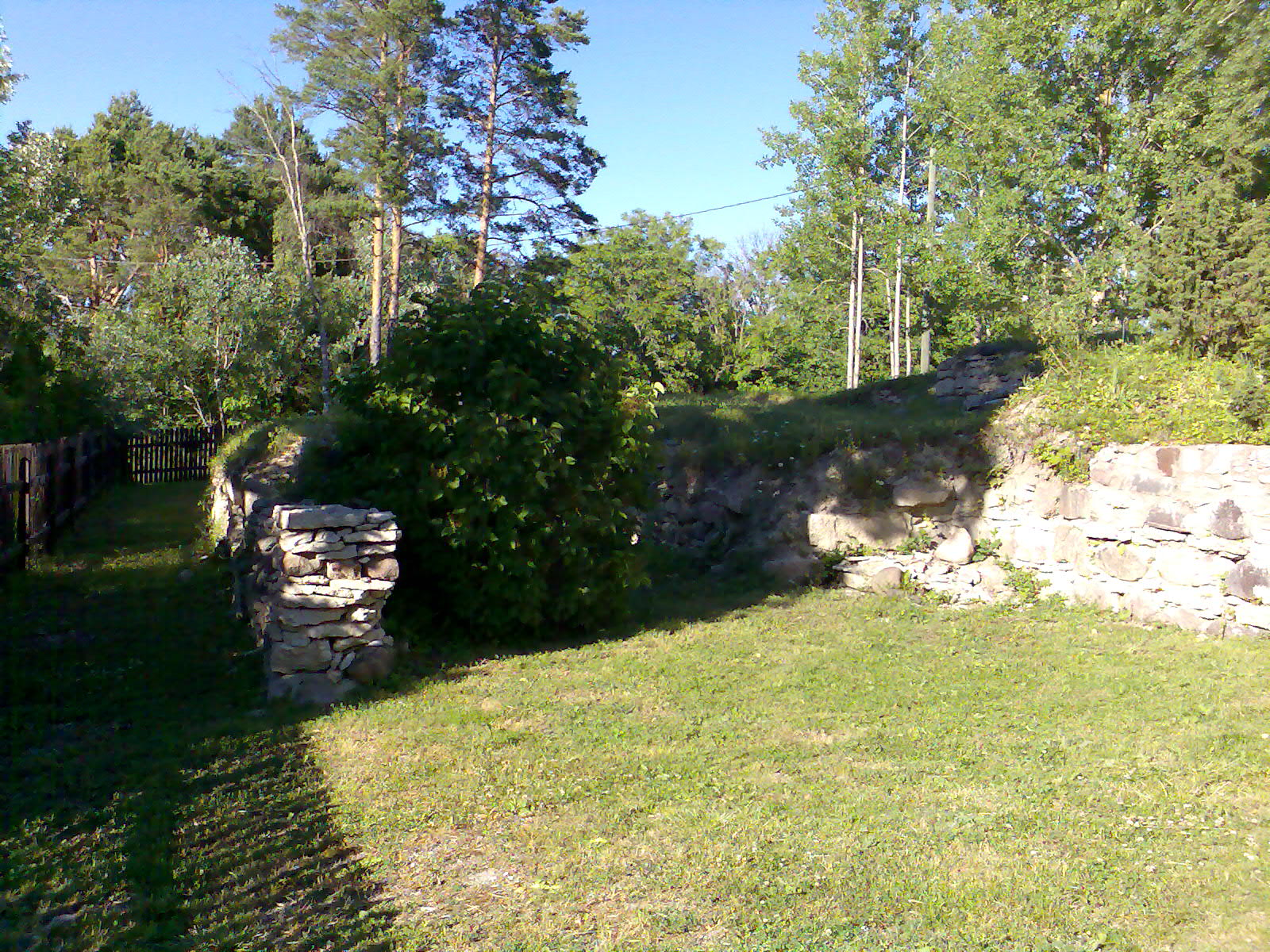
Ruiner av en 1700-tals herrgård.
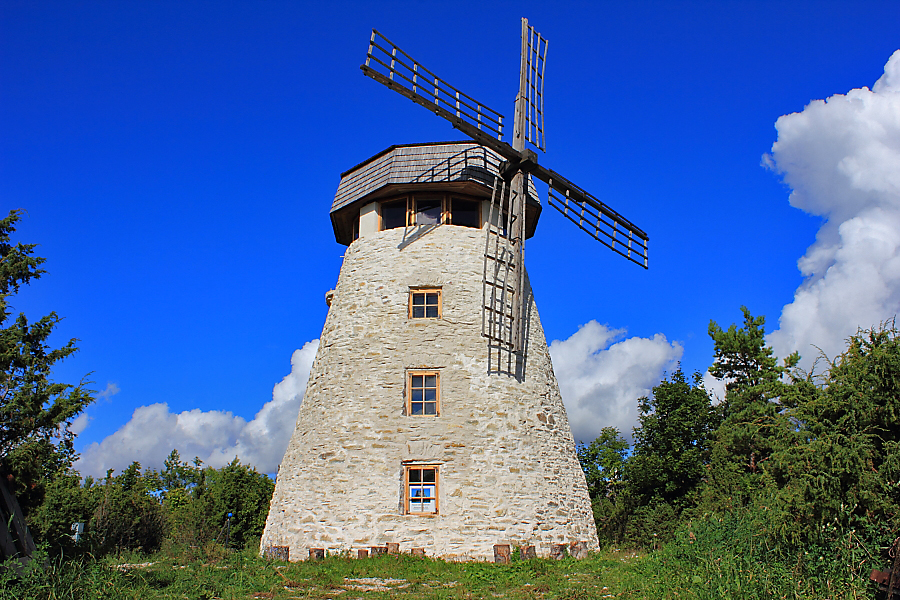
Väderkvarn vid herrgården.
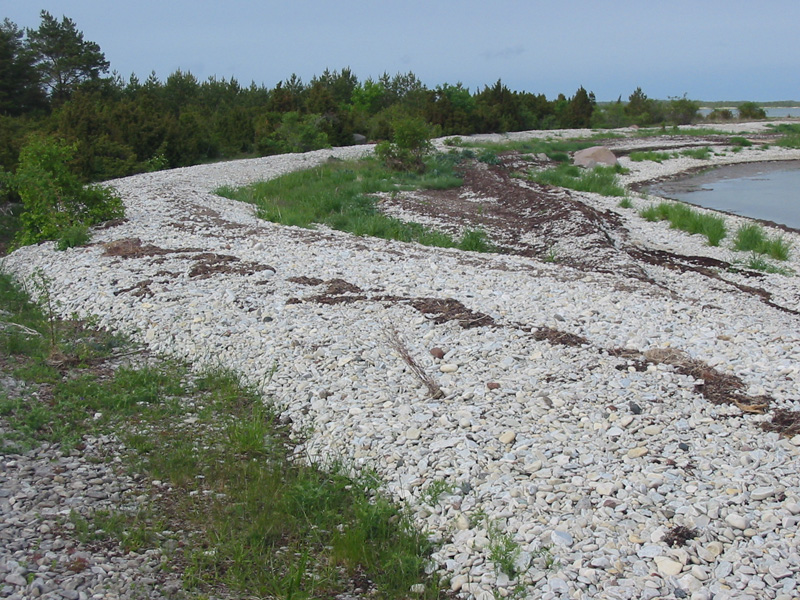
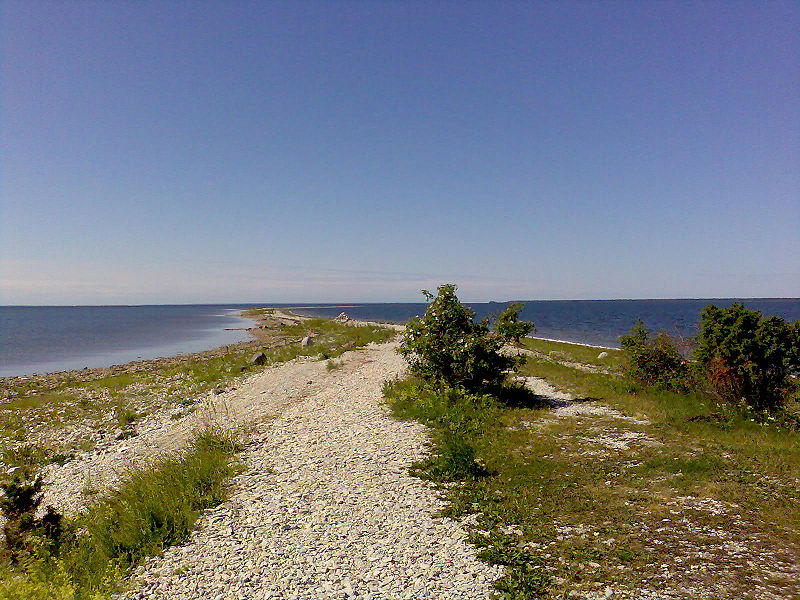
Orjaku säär